# Justýna
Justýna nebo též Justina je ženské křestní jméno latinského původu. Jeho význam lze přeložit jako „spravedlivá“. V českém občanském kalendáři má svátek 7. října. Ačkoliv ji české kalendáře uvádějí v počeštěném tvaru Justýna, ve skutečnosti je tato forma jména podstatně méně užívaná[zdroj?], byť poslední dobou její četnost roste (viz tabulky). Mužskou obdobou tohoto jména je Justin.

## Statistické údaje

### Pro jméno Justýna
Následující tabulka uvádí četnost jména v Česku a pořadí mezi ženskými jmény ve srovnání dvou roků, pro které jsou dostupné údaje MV ČR – lze z ní tedy vysledovat trend v užívání tohoto jména:
| Rok       | Četnost    | Pořadí     |
| 1999      | 56         | 714.       |
| 2009      | 582        | 327.       |
| Porovnání | o 526 více | o 387 lépe |
| 2016      | 1711       | 343.       |

### Pro jméno Justina
| Rok       | Četnost    | Pořadí    |
| 1999      | 718        | 253.      |
| 2009      | 532        | 343.      |
| Porovnání | o 186 méně | o 90 hůře |
| 2016      | 473        | 565.      |

## Známé nositelky jména

### Světice
- sv. Justina z Padovy
- sv. Justina z Antiochie

### Ostatní
- Justina – římská císařovna
- Justine Waddel (* 1976) – jihoafrická herečka
- Justine Henin (* 1982) – belgická tenistka
- Justyna Kowalczyk (* 1983) – polská běžkařka

## Název
- Justina (román) – román markýze de Sade